# غوادالميث (ثيوداد ريال)
بلدية وادي المَيْس أو (نقحرة: جوادالميز) (بالإسبانية: Guadalmez)‏، هي إحدى بلديات مقاطعة سيوداد ريال إحدى مقاطعات إسبانيا، والتي تقع في منطقة قشتالة والمنجى وسط إسبانيا. يبلغ عدد سكانها 901 نسمة وفقاً لإحصائية سنة (2007).